# Aleksander Szczygło

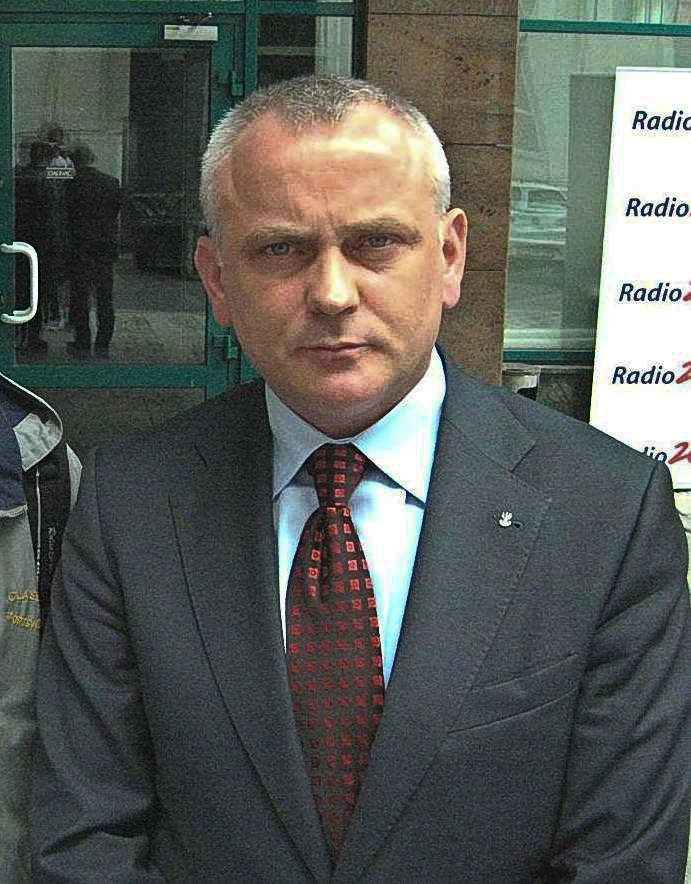
Aleksander Szczygło 2009

Aleksander Marek Szczygło, född 27 oktober 1963 i Jeziorany, Warmia-Mazury, död 10 april 2010 i Smolensk, Ryssland, var en polsk politiker (Lag och rättvisa). Han var Polens försvarsminister från den 7 februari till den 16 november 2007 samt chef för Nationella säkerhetsbyrån (BBN) från den 15 januari 2009 fram till sin död. Han var ledamot av sejmen 2001–2006 och 2007–2009. Szczygło var även chef för presidentens kansli (Szef Kancelarii Prezydenta) mellan 2006 och 2007.
Aleksander Szczygło utexaminerades 1990 från Universitetet i Gdańsk. Han var medarbetare åt Lech Kaczyński redan 1991–1992. Szczygło studerade vid University of Wisconsin-La Crosse i mitten av 1990-talet. Han fick ett stipendium avsett för studenter från östra Centraleuropa för att studera kapitalism och västerländska affärspraktiker.
Szczygło omkom i ett flyghaveri utanför den ryska staden Smolensk den 10 april 2010.